# Leopoldo IV d'Asburgo
Leopoldo IV d'Asburgo, detto il Superbo (1371 – Vienna, 3 giugno 1411), è stato duca di Carinzia e di Carniola.

## Biografia
Figlio secondogenito di Leopoldo III d'Asburgo e di Verde Visconti, figlia di Bernabò Visconti e Beatrice della Scala.
Successe nel governo dei Ducati di Carinzia e Carniola alla morte del fratello Guglielmo I nel 1406 che non aveva avuto discendenti.
Ereditò in seguito i domini della casa d'Asburgo-Laufenburg (v. Alberto IV d'Asburgo) che alla sua morte, per mancanza di eredi, passeranno all'altro fratello Federico IV.

## Matrimonio e discendenza
Ebbe in moglie Caterina di Borgogna.

## Ascendenza
|                         |                  |                              | Genitori                      |  |  | Nonni |  |  | Bisnonni            |  |  | Trisnonni           |  |
|                         |                  |                              |                               |  |  |       |  |  | Alberto I d'Asburgo |  |  | Rodolfo I d'Asburgo |  |
|                         |                  |                              |                               |  |  |       |  |  | Alberto I d'Asburgo |  |  | Rodolfo I d'Asburgo |  |
|                         |                  | Gertrude di Hohenberg        |                               |  |  |       |  |  | Alberto I d'Asburgo |  |  |                     |  |
| Alberto II lo Sciancato |                  |                              |                               |  |  |       |  |  | Alberto I d'Asburgo |  |  |                     |  |
|                         |                  | Elisabetta di Tirolo-Gorizia | Mainardo II di Tirolo-Gorizia |  |  |       |  |  |                     |  |  |                     |  |
|                         |                  | Elisabetta di Tirolo-Gorizia | Mainardo II di Tirolo-Gorizia |  |  |       |  |  |                     |  |  |                     |  |
|                         |                  | Elisabetta di Tirolo-Gorizia | Elisabetta di Baviera         |  |  |       |  |  |                     |  |  |                     |  |
| Leopoldo III d'Asburgo  |                  | Elisabetta di Tirolo-Gorizia |                               |  |  |       |  |  |                     |  |  |                     |  |
|                         |                  | Ulrico III di Pfirt          | Teobaldo di Pfirt             |  |  |       |  |  |                     |  |  |                     |  |
|                         |                  | Ulrico III di Pfirt          | Teobaldo di Pfirt             |  |  |       |  |  |                     |  |  |                     |  |
|                         |                  | Ulrico III di Pfirt          | Caterina di Klingen           |  |  |       |  |  |                     |  |  |                     |  |
| Giovanna di Pfirt       |                  | Ulrico III di Pfirt          |                               |  |  |       |  |  |                     |  |  |                     |  |
|                         |                  | Giovanna di Montbéliard      | Rinaldo di Chalon             |  |  |       |  |  |                     |  |  |                     |  |
|                         |                  | Giovanna di Montbéliard      | Rinaldo di Chalon             |  |  |       |  |  |                     |  |  |                     |  |
|                         |                  | Giovanna di Montbéliard      | Guglielmina di Neuchâtel      |  |  |       |  |  |                     |  |  |                     |  |
| Leopoldo IV d'Asburgo   |                  | Giovanna di Montbéliard      |                               |  |  |       |  |  |                     |  |  |                     |  |
|                         | Stefano Visconti | Matteo I Visconti            |                               |  |  |       |  |  |                     |  |  |                     |  |
|                         | Stefano Visconti | Matteo I Visconti            |                               |  |  |       |  |  |                     |  |  |                     |  |
|                         | Stefano Visconti | Bonacossa Borri              |                               |  |  |       |  |  |                     |  |  |                     |  |
| Bernabò Visconti        | Stefano Visconti |                              |                               |  |  |       |  |  |                     |  |  |                     |  |
|                         |                  | Valentina Doria              | Bernabò Doria di Sassello     |  |  |       |  |  |                     |  |  |                     |  |
|                         |                  | Valentina Doria              | Bernabò Doria di Sassello     |  |  |       |  |  |                     |  |  |                     |  |
|                         |                  | Valentina Doria              | Eliana Fiesch di Lavagna      |  |  |       |  |  |                     |  |  |                     |  |
| Verde Visconti          |                  | Valentina Doria              |                               |  |  |       |  |  |                     |  |  |                     |  |
|                         |                  | Mastino II della Scala       | Alboino della Scala           |  |  |       |  |  |                     |  |  |                     |  |
|                         |                  | Mastino II della Scala       | Alboino della Scala           |  |  |       |  |  |                     |  |  |                     |  |
|                         |                  | Mastino II della Scala       | Beatrice da Correggio         |  |  |       |  |  |                     |  |  |                     |  |
| Regina della Scala      |                  | Mastino II della Scala       |                               |  |  |       |  |  |                     |  |  |                     |  |
|                         |                  | Taddea da Carrara            | Jacopo I da Carrara           |  |  |       |  |  |                     |  |  |                     |  |
|                         |                  | Taddea da Carrara            | Jacopo I da Carrara           |  |  |       |  |  |                     |  |  |                     |  |
|                         |                  | Taddea da Carrara            | Elisabetta Gradenigo          |  |  |       |  |  |                     |  |  |                     |  |
|                         |                  | Taddea da Carrara            |                               |  |  |       |  |  |                     |  |  |                     |  |